# ربيعة (الرقة)
ربيعة قرية سورية تتبع ناحية مركز الرقة في منطقة مركز الرقة في محافظة الرقة. بلغ عدد سكانها 1906 نسمة في عام 2004 حسب إحصاء المكتب المركزي للإحصاء.